# Rocky Mountain Rangers
Pour plus de détails, voir Fiche technique et Distribution.
Rocky Mountain Rangers est un film américain réalisé par George Sherman, sorti en 1940. Le film fait partie de la série de films The Three Mesquiteers.

## Fiche technique
- Titre : Rocky Mountain Rangers
- Réalisation : George Sherman
- Scénario : Barry Shipman (en) et Earle Snell d'après les personnages de William Colt MacDonald
- Photographie : Jack A. Marta
- Montage : Lester Orlebeck (en)
- Musique : Cy Feuer (en)
- Pays de production : États-Unis
- Format : Noir et blanc - 1,37:1
- Genre : western
- Durée : 58 minutes
- Date de sortie : 1940

## Distribution
- Robert Livingston : Stony Brooke/Laredo Kid
- Raymond Hatton : Rusty Joslin
- Duncan Renaldo : Rico
- Rosella Towne : Doris Manners
- Sammy McKim : Danny Burke
- LeRoy Mason : King Barton
- Pat O'Malley : Captain Taylor
- Dennis Moore : Jim Barton
- John St. Polis : Joseph Manners
- Robert Blair : Sergent Bush
- Burr Caruth : John
- Jack Kirk (en) : Harris